# Музей люблінського села
Музей люблінського села (пол. Muzeum Wsi Lubelskiej) — скансен, музей просто неба в Любліні. Зареєстрований у Державному реєстрі музеїв.

## Розташування
Музей люблінського села, мальовниче розташований на околиці Любліна (район Славінек), у долині річки Чеховка та є одним із найбільших музеїв просто неба в Польщі. Завдяки розміщенню на славінковських пагорбах, музей дає можливість кінематографістам зняти кадри, характерні для окремих регіонів Люблінського воєводства.

## Експозиція
У музеї представлено культурне різноманіття воєводства, завдяки поєднанню в його експозиції багатої колекції дерев'яної архітектури та регіонального вбрання, що привезених з різних куточків регіону. Він всебічно збирає предмети, пов'язані з колишнім життям сіл, маєтків та містечок, а також закріплює знання про звичаї, ритуали, традиції та щоденну працю людей минулої епохи.
Скансен презентує життя селян ХХ століття. Тут можна побачити цілі селянські подвір’я. В музеї є дві діючих церкви. Церква Різдва Пресвятої Богородиці, належить місцевій греко-католицькій громаді, збудована у 1759 році та привезена з села Угринів, що на Сокальщині (нині Україна), тепер є експонатом музею. Інша церква на території скансена — це дерев'яний костел з села Матчин, збудований близько 1686 року та є найстарішою дерев’яною церквою в Люблінському воєводстві. 
Крім того, у музеї проводять традиційні обряди (ніч св. Івана, обжинки, сінокіс, шлюб, хрещення і т. д.), відомі своєю мальовничістю та старанністю відтворення народних традицій. Серед сільських хатинок, на узбіччі села діє справжнісінька 

## Галерея

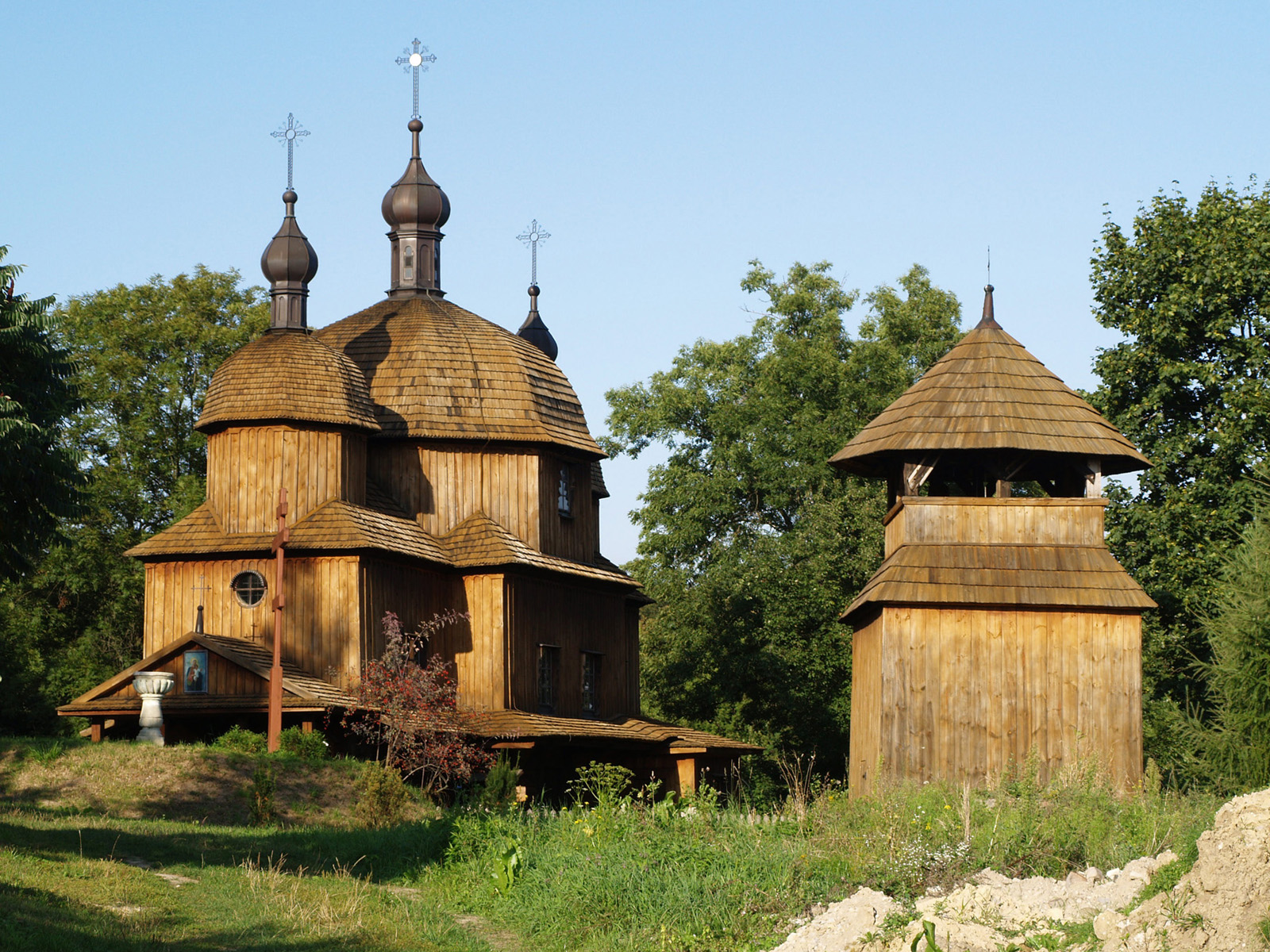
Церква Різдва Пресвятої Богородиці (с. Угринів, Сокальщина)
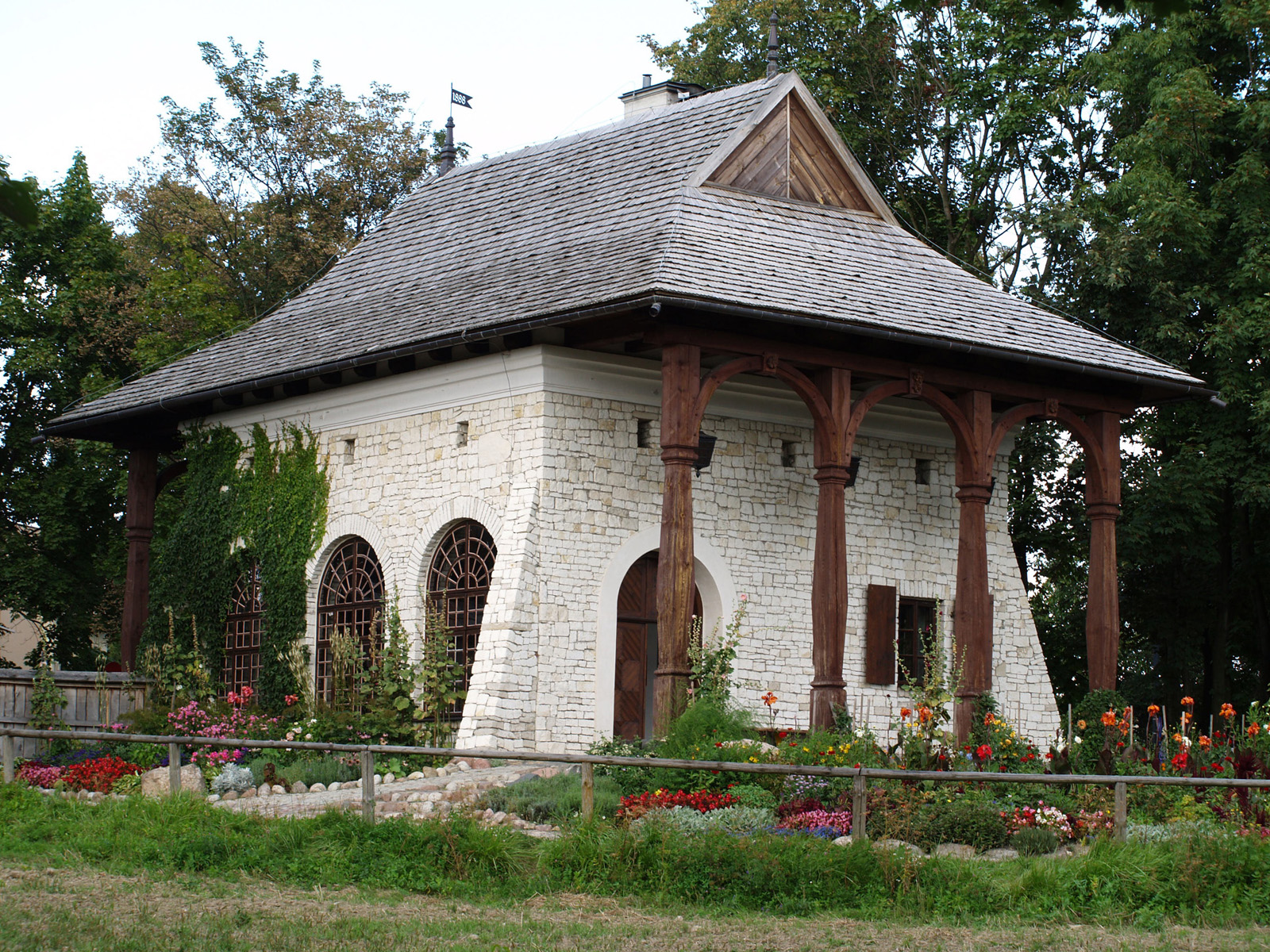
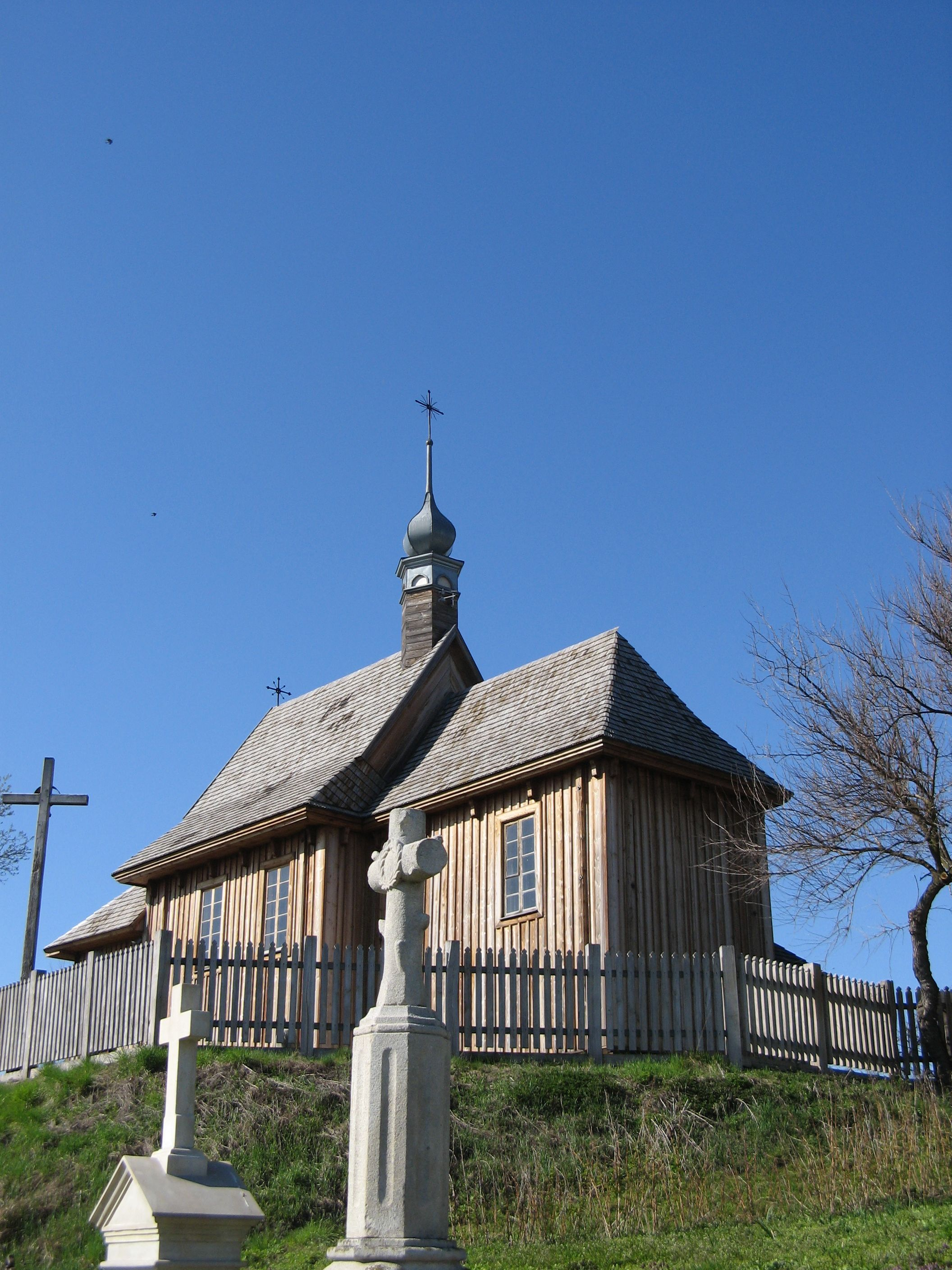
Дерев'яний костел (с. Матчин, Люблінське воєводство)
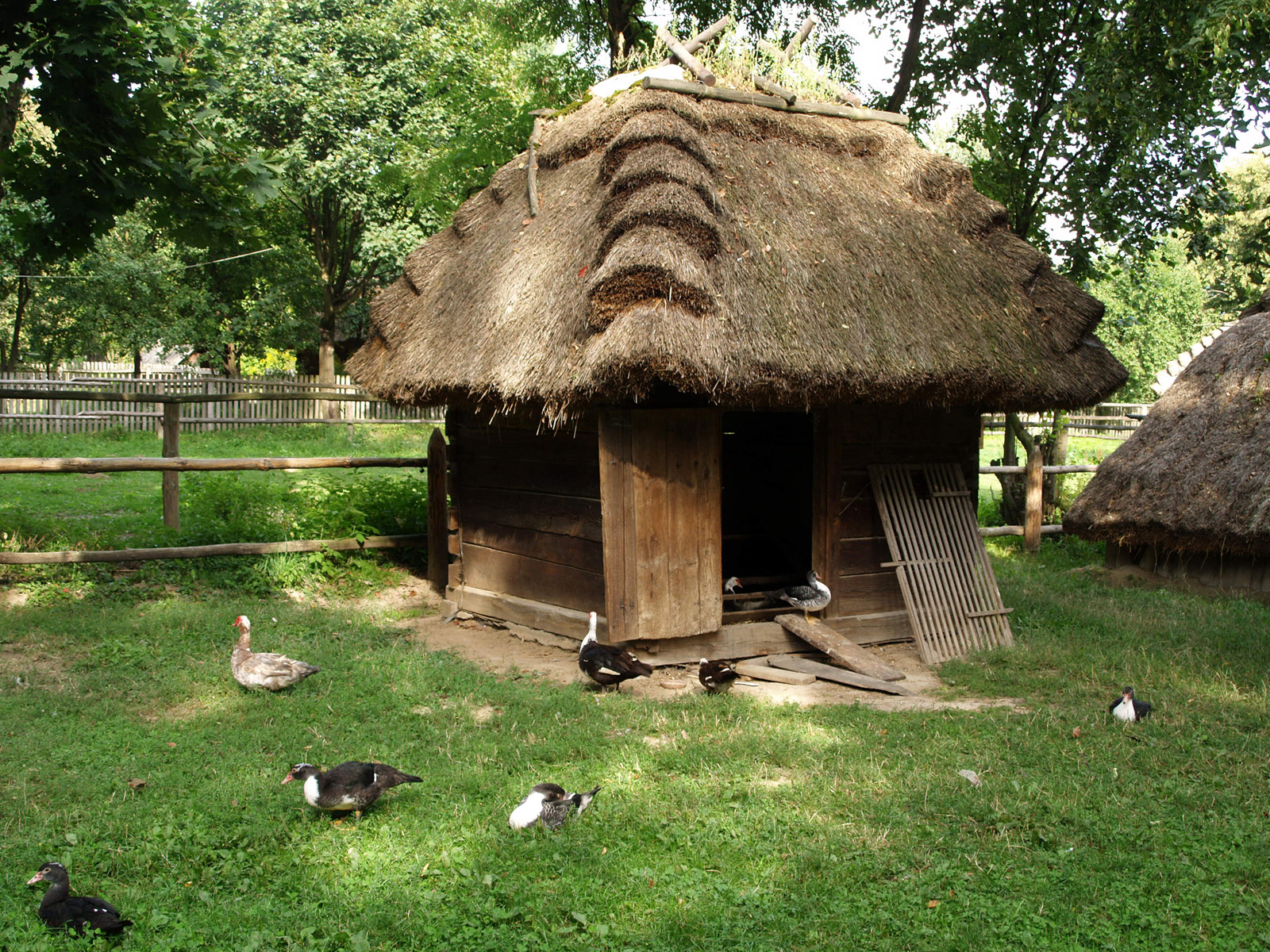
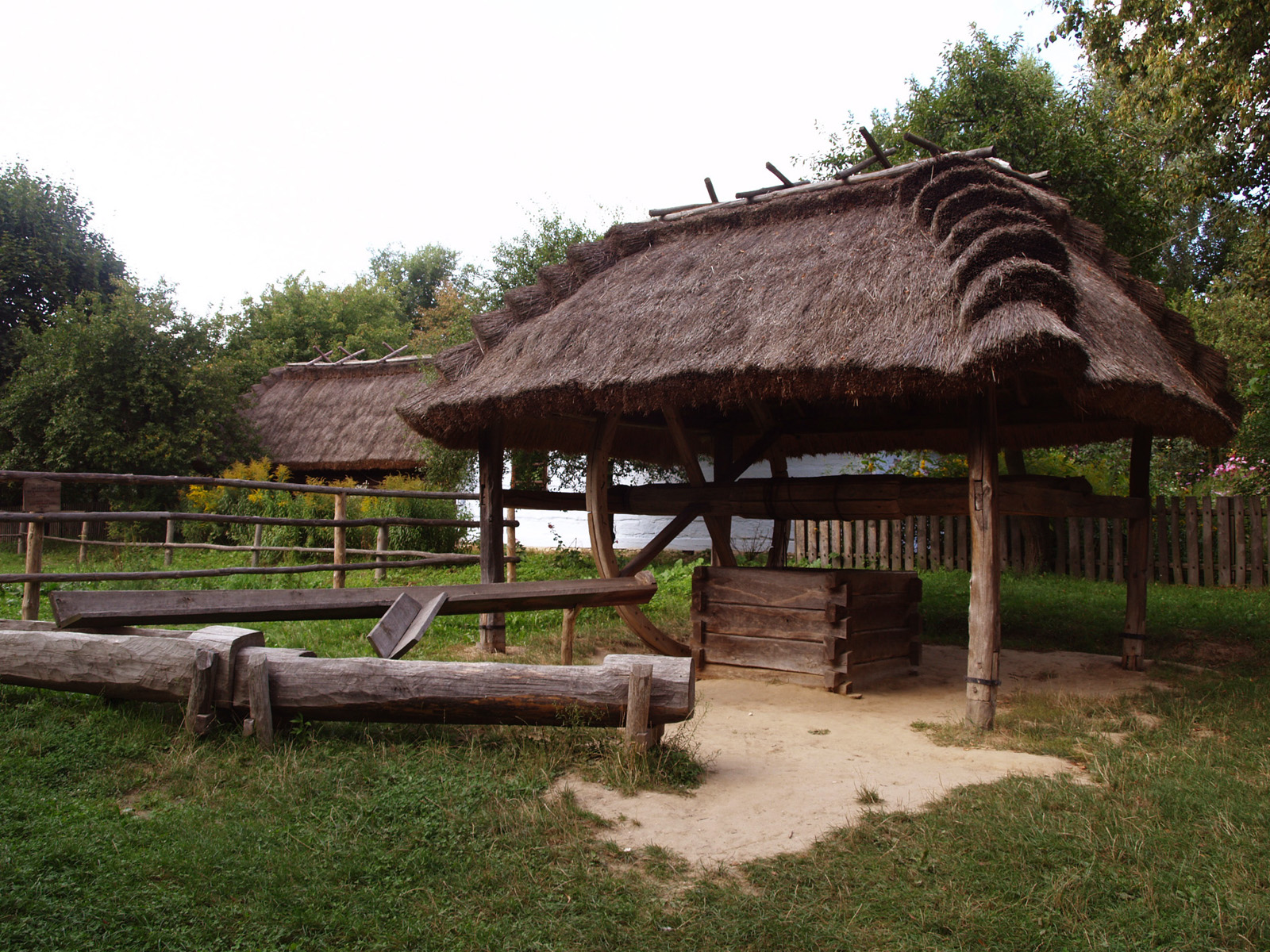